# Japan Expo Awards
Les Japan Expo Awards sont une remise de prix créée en 2006 pour la convention Japan Expo. Il récompensent les meilleures productions dans les univers du manga et de l’anime, décernés par un jury de professionnels et des prix publics distincts.
Anciennement ils récompensaient aussi les meilleures productions dans les univers des films asiatiques, des jeux vidéo et de la J-Music, à partir de la moyenne des votes d’un jury de professionnels et du public.
Après un arrêt des récompenses en 2013, les Japan Expo Awards reviennent en 2016 avec une nouvelle formule. Les prix remises au lauréats prennent la forme d'un daruma.

## Récompenses

### 2006
Les gagnants catégorie Manga
- Prix Shōnen : Naruto de Masashi Kishimoto (Kana)
- Prix Shōjo : Fruits Basket de Natsuki Takaya (Akata/Delcourt)
- Prix Seinen : Monster de Naoki Urasawa (Kana)
- Prix Moriawase : Vagabond de Takehiko Inoue (Éditions Tonkam)
- Prix Dessin : Bleach de Tite Kubo (Glénat)
- Prix Scénario : Monster de Naoki Urasawa (Kana)
- Prix Adaptation : One Piece de Eiichirō Oda (Glénat)
- Prix Fabrication : xxxHolic de Clamp (Pika Éditions)

Les gagnants catégorie Anime
- Prix Shōnen : Fullmetal Alchemist (Dybex)
- Prix Shōjo : Card Captor Sakura (IDP)
- Prix Seinen : Wolf's Rain (Beez)
- Prix Moriawase : Ailes Grises (Dybex)
- Prix Dessin : Samurai champloo (Dybex)
- Prix Scénario : Fullmetal Alchemist (Dybex)
- Prix Doublage : Fullmetal Alchemist (Dybex)
- Prix Packaging : Samurai champloo (Dybex)

### 2007
Les gagnants catégorie Manga - Prix du jury
- Grand Prix : Death Note de Takeshi Obata et Tsugumi Ōba (Kana)
- Catégorie Shōnen : C [si:] de Yuko Osada (Doki-Doki)
- Catégorie Shōjo : Fruits Basket de Natsuki Takaya (Akata/Delcourt)
- Catégorie Seinen : Berserk de Kentaro Miura (Glénat)
- Catégorie Moriawase : Le pays des cerisiers de Fumiyo Kōno (Kana)
- Catégorie Dessin : Real de Takehiko Inoue (Kana)
- Catégorie Scénario : Death Note de Takeshi Obata et Tsugumi Ōba (Kana)
- Catégorie Traduction / Adaptation : Manga Science de Yohitoh Asari (Pika Éditions)
- Catégorie Fabrication : Gogo Monster de Taiyou Matsumoto (Akata/Delcourt)

Les gagnants catégorie Anime - Prix du jury
- Grand Prix : Paranoia Agent (Dybex)
- Catégorie Shōnen : Samurai champloo (Dybex)
- Catégorie Shōjo : Nana (Kazé)
- Catégorie Seinen : Paranoia Agent (Dybex)
- Catégorie Moriawase : Genshiken (Kazé)
- Catégorie Character Design : Ergo Proxy (Dybex)
- Catégorie Scénario : Ghost in the Shell (Beez)
- Catégorie Version Française : Monster (Kazé)
- Catégorie Packaging : Karas - Edition Collector (Dybex)

Le gagnant catégorie Films asiatiques (en prise de vue réelle) - Prix du jury
- Grand Prix: Shinobi: Heart Under Blade de Futaro Yamada (Kazé)

Le gagnant du Prix ACBD - Prix du jury
- Grand Prix : Gen d'Hiroshima de Keiji Nakazawa (Vertige Graphic)

Les gagnants catégorie Manga - Prix du public
- Catégorie Shōnen : Death Note de Takeshi Obata et Tsugumi Ōba (Kana)
- Catégorie Shōjo : Nana de Ai Yazawa (Akata/Delcourt)
- Catégorie Seinen : Monster de Naoki Urasawa (Kana)
- Catégorie Moriawase : Le Pays des Cerisiers de Fumiyo Kōno (Kana)
- Catégorie Dessin : Death Note (Kana)
- Catégorie Scénario : Death Note (Kana)

Les gagnants catégorie Anime - Prix du public
- Catégorie Shōnen : Fullmetal Alchemist (Dybex)
- Catégorie Shōjo : Nana (Kazé)
- Catégorie Seinen : Monster (Kazé)
- Catégorie Moriawase : Cowboy Bebop (Dybex)
- Catégorie Character Design : Chobits (Kazé)
- Catégorie Scénario : Monster (Kazé)
- Catégorie Version Française : Fullmetal Alchemist (Dybex)
- Catégorie Packaging : Les Chroniques de la guerre de Lodoss - Intégrale Ultime Collection (Kazé)

Le gagnant catégorie Films asiatiques (en prise de vue réelle) - Prix du public
- Grand Prix : Nana de Kentarô Ôtani (Dybex)

### 2008
Les gagnants catégorie Manga
- Grand Prix : 20th Century Boys de Naoki Urasawa (Panini Manga)
- Prix Shōnen : One Piece de Eiichirō Oda (Glénat)
- Prix Shōjo : Je ne suis pas un ange de Ai Yazawa (Akata/Delcourt)
- Prix Seinen : Übel Blatt de Etorōji Shiono (Ki-oon)
- Prix Moriawase : Le jeu du chat et de la souris de Setona Mizushiro (Asuka)
- Prix Public Virgin : Eyeshield 21 de Riichiro Inagaki et Yusuke Murata (Glénat)

Les gagnants catégorie Anime
- Grand Prix : Neon Genesis Evangelion (Dybex)
- Prix Shōnen : Fullmetal Alchemist: Conqueror of Shamballa (Dybex)
- Prix Shōjo : xxxHOLiC (Kazé)
- Prix Seinen : Ergo Proxy (Dybex)
- Prix Moriawase : La traversée du temps de Mamoru Hosoda (Dybex)

Les gagnants catégorie Films asiatiques
- Prix du meilleur film : Je suis un cyborg} de Park Chan-wook (Wild Side)
- Prix de la meilleure édition DVD : The Host de Bong Joon-ho (Océan Films)

Les gagnants catégorie J-Music
- Prix du meilleur artiste/groupe : L'Arc-en-Ciel (Gan-Shin)
- Prix du meilleur album : Olivia Inspi Reira Trapnest de Olivia Lufkin (Wasabi records)

Le gagnant catégorie Jeu vidéo
- Prix du meilleur jeu sur console : Devil May Cry 4 (Capcom)

Le gagnant du Prix ACBD
- Grand Prix : Le Visiteur du Sud, le journal de Monsieur oh en Corée du Nord de Oh Yeong Jin (Éditions FLBLB)

Un prix spécial a également été remis à Kazuo Koike, Takeshi Obata, et Go Nagai pour leur apport à la bande dessinée et à l'animation japonaise.

### 2009
Les gagnants catégorie Manga
- Meilleur Shōnen : Fairy Tail de Hiro Mashima (Pika Éditions)
- Meilleur Shōjo : Vampire Knight de Matsuri Hino (Panini Manga)
- Meilleur Seinen : Detroit Metal City de Kiminori Wakasugi (12 Bis)
- Meilleure Édition : Blackjack - Édition Deluxe de Osamu Tezuka (Asuka)

Les gagnants catégorie Anime
- Meilleure série adaptée de manga : Death Note (Kana Home Video)
- Meilleure série originale : Elfen lied (Kazé)
- Meilleure Édition : Death Note - Intégrale Édition Limitée (Kana Home Video)

Les gagnants catégorie Films asiatiques
- Meilleur film en prise de vue réelle : Sukiyaki Western Django de Takashi Miike (WE Production)
- Meilleur film d'animation : La traversée du temps de Mamoru Hosoda (Kazé)
- Meilleure Édition : La traversée du temps - Édition collector de Mamoru Hosoda (Kazé)

Les gagnants catégorie J-Music
- Meilleur artiste/groupe : Anna Tsuchiya (Wasabi records)
- Meilleur album : GIMMICAL*IMPACT!! de LM.C (Soundlicious)
- Meilleure bande originale : Nana Best (Wasabi records)

Les gagnants catégorie Jeux vidéo
- Meilleur jeu sur console de salon : Metal Gear Solid 4: Guns of the Patriots sur PS3 (Konami)
- Meilleur jeu console portable : Professeur Layton et l'étrange village sur DS (Nintendo)

Le gagnant du Prix ACBD
- Grand Prix : Undercurrent de Tetsuya Toyoda (Kana)

### 2010
Les gagnants catégorie Manga
- Prix du meilleur Shōnen : Black Butler de Yana Toboso (Kana)
- Prix du meilleur Shōjo : Otaku Girls de Natsumi Konjoh (Doki-doki)
- Prix du meilleur Seinen : Ikigami de Motorō Mase (Kazé)
- Prix de la meilleure édition : RG Veda - Édition deluxe de Clamp (Éditions Tonkam)

Les gagnants catégorie Anime
- Prix de la meilleure série adaptée d'un manga : Soul Eater (Kazé)
- Prix de la meilleure série originale : Code Geass (Kazé)
- Prix de la meilleure édition : Fullmetal Alchemist - Édition collector (Dybex)

Les gagnants catégorie Films asiatiques
- Prix du meilleur film en prise de vue réelle : Crows Zero, le diptyque de Takashi Miike (Wild side video)
- Prix du meilleur film d'animation : Un été avec Coo de Keiichi Hara (Kazé)
- Prix de la meilleure édition : Piano Forest - Collector box de Masayuki Kojima (Kazé)

Les gagnants catégorie J-Music
- Prix du meilleur groupe/artiste : Hyde (Gan-Shin Records)
- Prix du meilleur album : Kyutai de Mucc (Gan-Shin Records)
- Prix de la meilleure bande originale : Piano Forest - Recueil musical (Wasabi Records)

Les gagnants catégorie Jeux vidéo
- Prix du meilleur jeu sur console de salon : Tales of Vesperia sur Xbox 360 (Namco Bandai Games)
- Prix du meilleur jeu sur console portable : Dissidia : Final Fantasy sur PSP (Square-Enix)

Le gagnant du Prix ACBD
- Grand Prix : Pluto par Naoki Urasawa (Kana)

### 2011
Les gagnants catégorie Manga
- Prix du meilleur Shōnen : Bakuman. de Takeshi Obata et Tsugumi Ōba (Kana)
- Prix du meilleur Shōjo : Maid Sama! de Hiro Fujiwara (Pika)
- Prix du meilleur Seinen : Les Gouttes de Dieu de Tadashi Agi (Glénat)
- Prix de la meilleure édition : Quartier lointain – Edition Spéciale Film de Jirō Taniguchi (Casterman)

Les gagnants catégorie Anime
- Prix de la meilleure série adaptée d'un manga : Black Butler (Kana Home Video)
- Prix de la meilleure série originale : Code Geass - Lelouch of the Rebellion R2 (Kazé)
- Prix de la meilleure édition : Vision d'Escaflowne (Dybex)

Les gagnants catégorie Films asiatiques
- Prix du meilleur film en prise de vue réelle : Ikigami (Kazé)
- Prix du meilleur film d'animation : Summer Wars (Kazé)
- Prix de la meilleure édition : Professeur Layton et la Diva éternelle (Kazé)

Les gagnants catégorie J-Music
- Prix du meilleur groupe/artiste : Aural Vampire (Bishi Bishi)
- Prix du meilleur album : Microcosm (Wasabi Records)

Les gagnants catégorie Jeux vidéo
- Prix du meilleur jeu sur console de salon : Naruto Shippūden: Ultimate Ninja Storm 2 sur Xbox 360 & PS3 (Namco Bandai Games)
- Prix du meilleur jeu sur console portable : Kingdom Hearts: Birth by Sleep sur PSP (Square Enix)

Le gagnant du Prix ACBD
- Grand Prix : Elmer par Gerry Alanguilan

### 2012
Les gagnants catégorie Manga
- Prix du meilleur Shōnen : GTO: Shonan 14 Days de Tōru Fujisawa (Pika)
- Prix du meilleur Shōjo : Dengeki Daisy de Kyōsuke Motomi (Kazé)
- Prix du meilleur Seinen : Ashita no Joe de Tetsuya Chiba et Asao Takamori (Glénat)

Les gagnants catégorie Anime
- Prix de la meilleure série adaptée d'un manga : Fullmetal Alchemist: Brotherhood (Dybex)
- Prix de la meilleure série originale : Eden of the East (Kazé)

Les gagnants catégorie Jeux vidéo
- Prix du meilleur jeu sur console de salon : The Legend of Zelda: Skyward Sword sur Wii (Nintendo)
- Prix du meilleur jeu sur console portable : Super Mario 3D Land sur Nintendo 3DS (Nintendo)

Le gagnant du Prix ACBD
- Grand Prix : Une Vie dans les Marges 2 de Tatsumi Yoshihiro (Cornélius)

Le gagnant du Prix ATEP
- Grand Prix : NonNonBâ de Shigeru Mizuki (Cornélius)

Un prix spécial a également été remis au groupe Flow et à Naoki Urasawa.

### 2016
Les gagnants catégorie Manga - Prix du jury
- Daruma d’or manga : Last Hero Inuyashiki de Hiroya OKU (Ki-oon)
- Daruma de la meilleure nouvelle série : Ajin de Tsuina MIURA et Gamon SAKURAI (Glénat)
- Daruma du patrimoine : Cette ville te tuera de Yoshihiro TATSUMI (Cornélius)
- Daruma du meilleur manga international : Radiant de Tony VALENTE (Ankama Éditions)
- Daruma du meilleur scénario : Dēmokratía de Motorô MASE (Kazé)
- Daruma du meilleur dessin : Bride Stories de Kaoru MORI (Ki-oon)
- Daruma de la meilleure fabrication : Cutie Honey de Gô NAGAI (isan manga)

Les gagnants catégorie Anime - Prix du Jury
- Daruma d’or anime : Terror in Resonance réalisé par Shinichiro WATANABE (@Anime)
- Daruma du meilleur scénario : The Garden of Words réalisé par Makoto SHINKAI (Kazé & Anime Digital Network) - Scénario : Makoto SHINKAI
- Daruma de la meilleure réalisation : One Punch Man réalisé par Shingo NATSUME (Anime Digital Network)
- Daruma du meilleur chara-design : L’Attaque des Titans de Tetsurô ARAKI (@Anime) - Chara-designer : Kyoji ASANO
- Daruma de la meilleure bande originale : Kill la Kill de Hiroyuki IMAISHI (@Anime) - Bande originale : Hiroyuki SAWANO
- Daruma de la meilleure édition : Mamoru Hosoda Animation Works (Kazé Anime)

Les gagnants catégorie Manga & Anime - Prix du public
- Daruma du meilleur shôjo : Blue Spring Ride de Io SAKISAKA (Kana)
- Daruma du meilleur seinen : Ajin de Tsuina MIURA et Gamon SAKURAI (Glénat)
- Daruma du meilleur shônen : Tokyo Ghoul de Sui ISHIDA (Glénat)
- Daruma de la meilleure série originale : Psycho-Pass 2 réalisé par Naoyoshi SHIOTANI et Kiyotaka SUZUKI (Anime Digital Network & Kana)
- Daruma de la meilleure série adaptée : L’Attaque des Titans de Tetsurô ARAKI (@Anime)
- Daruma du meilleur film et OAV : Le Voyage de Chihiro de Hayao MIYAZAKI (Walt Disney Studios Entertainment)

### 2017
Les gagnants catégorie Manga - Prix du jury
- Daruma d’or manga : My Hero Academia de Kohei HORIKOSHI (Ki-oon)
- Daruma de la meilleure nouvelle série : One-Punch Man de Yusuke MURATA et ONE (Kurokawa)
- Daruma du meilleur scénario : Dédale de Takamichi (Doki-Doki)
- Daruma du meilleur dessin : Dead Dead Demon's Dededede Destruction d’Inio ASANO (Kana)
- Daruma du meilleur manga international : Outlaw Players de SHONEN (Ki-oon)
- Daruma du patrimoine : Gen d’Hiroshima – Intégrale de Keiji NAKAZAWA (Vertige Graphic)
- Daruma de la meilleure fabrication - Prix du jury de la création : Takeru de Buichi TERASAWA (isan manga)

Les gagnants catégorie Anime - Prix du Jury
- Daruma d’or anime : YOUR NAME. de Makoto SHINKAI (@Anime)
- Daruma de la meilleure réalisation : YOUR NAME. de Makoto SHINKAI (@Anime)
- Daruma du meilleur scénario : YOUR NAME. de Makoto SHINKAI (@Anime)
- Daruma de la meilleure bande originale : YOUR NAME. de Makoto SHINKAI, bande originale de Radwimps (@Anime)
- Daruma de la meilleure édition : Le Garçon et la Bête de Mamoru HOSODA (Kazé)

Les gagnants catégorie Manga & Anime - Prix du public
- Daruma du meilleur seinen : Les Enfants de la baleine d’Abi UMEDA (Glénat)
- Daruma du meilleur shôjo : Takane & Hana de Yuki SHIWASU (Kazé Manga)
- Daruma du meilleur shônen : One-Punch Man de Yusuke MURATA et ONE (Kurokawa)
- Daruma du meilleur film et OAV : YOUR NAME. de Makoto SHINKAI (@Anime)
- Daruma du meilleur simulcast : Yuri!!! on ICE de Sayo YAMAMOTO (Crunchyroll)

### 2018
Les gagnants catégorie Manga - Prix du jury
- Daruma d’or manga : A Silent Voice de Yoshitoki OIMA (Ki-oon)
- Daruma de la meilleure nouvelle série : To Your Eternity de Yoshitoki OIMA (Pika Édition)
- Daruma du meilleur scénario : Satoru NODA pour Golden Kamui (Ki-oon)
- Daruma du meilleur dessin : Haruhisa NAKATA pour Levius Est (Kana)
- Daruma du meilleur manga international : Green Mechanic de Yami SHIN (Ki-oon)
- Daruma du patrimoine : Je suis Shingo de Kazuo UMEZU (Le Lézard Noir)
- Daruma de la meilleure fabrication - Prix du jury de la création : Les gardiens du Louvre de Jirô TANIGUCHI (Futuropolis)

Les gagnants catégorie Anime - Prix du Jury
- Daruma d’or anime : Dans un recoin de ce monde de Sunao KATABUCHI (Septième Factory)
- Daruma du meilleur scénario : Mitsurô KUBO et Sayo YAMAMOTO pour Yuri!!! on ICE (Crunchyroll)
- Daruma de la meilleure série adaptée : My Hero Academia de Kenji NAGASAKI, adapté de l’œuvre de Kôhei HORIKOSHI (Kazé / VIZ Media)
- Daruma de la meilleure série originale : Yuri!!! on ICE de Sayo YAMAMOTO (Crunchyroll)
- Daruma du meilleur film / OAV : Dans un recoin de ce monde de Sunao KATABUCHI (Septième Factory)
- Daruma de la meilleure édition - Prix du jury de la création : Psycho-Pass – Intégrale, édition collector limitée, de Naoyoshi SHIOTANI (Kana Home Video)

Les gagnants catégorie Manga & Anime - Prix du public
- Daruma du meilleur seinen : Après la pluie de Jun MAYUZUKI (Kana)
- Daruma du meilleur shôjo : Card Captor Sakura - Clear Card Arc de CLAMP (Pika Édition)
- Daruma du meilleur shônen : My Hero Academia de Kôhei HORIKOSHI (Ki-oon)
- Daruma de la meilleure bande originale : Hiroyuki SAWANO pour la musique de L’Attaque des Titans (Saison 2) de Tetsuro ARAKI et Masashi KOIZUKA (@Anime)
- Daruma du meilleur simulcast : My Hero Academia (Saison 2), Kenji NAGASAKI (ADN / VIZ Media)

### 2019
Les gagnants catégorie Manga - Prix du jury
- Daruma d’or manga : L'Atelier des sorciers, Kamome SHIRAHAMA (Pika Édition)
- Daruma du meilleur dessin : Les Montagnes hallucinées, Gou TANABE (Ki-oon)
- Daruma du meilleur manga international : Lastman Stories, Bastien VIVÈS et Alexis BACCI LEVEILLÉ (Casterman)
- Daruma de la meilleure nouvelle série : The Promised Neverland, Kaiu SHIRAI et Posuka DEMIZU (Kazé Manga)
- Daruma du patrimoine : Akira - Édition originale, Katsuhiro OTOMO (Glénat)
- Daruma du meilleur scénario : The Promised Neverland, Kaiu SHIRAI et Posuka DEMIZU (Kazé Manga)
- Daruma de la meilleure fabrication - Prix du jury de la création : Les Montagnes hallucinées, Gou TANABE (Ki-oon)
- Daruma du meilleur one shot (prix des libraires canal BD) : Souvenirs d'Emanon, Shinji KAJIO et Kenji TSURUTA (Ki-oon)

Les gagnants catégorie Anime - Prix du Jury
- Daruma d’or anime : Silent Voice, Naoko YAMADA (Kazé)
- Daruma de la meilleure série originale : B: The Beginning, Yoshiki YAMAKAWA et Kazuto NAKAZAWA (Netflix)
- Daruma de la meilleure série adaptée : Les Brigades immunitaires, Kenichi SUZUKI (Wakanim)
- Daruma du meilleur film : Silent Voice, Naoko YAMADA (Kazé)
- Daruma de la meilleure édition - Prix du jury de la création : Death Note - Édition collector limitée, Tetsuro ARAKI (Kana Home Video)

Les gagnants catégorie Manga & Anime - Prix du public
- Daruma du meilleur seinen : L'Atelier des sorciers, Kamome SHIRAHAMA (Pika Édition)
- Daruma du meilleur shôjo : orange, Ichigo TAKANO (Éditions Akata)
- Daruma du meilleur shônen : Im - Great Priest Imhotep, Makoto MORISHITA (Ki-oon)
- Daruma du meilleur anime dramatique : Silent Voice, Naoko YAMADA (Kazé)
- Daruma du meilleur anime comique : Food Wars - The Third Plate, Yoshitomo YONETANI (Crunchyroll)

### 2022
Daruma d'or
- Meilleur manga de l'année : SPYxFAMILY, Tatsuya Endô (Kurokawa)
- Meilleur anime de l'année : Demon Slayer : Kimetsu no Yaiba, le Film : Le train de l’infini / Le quartier des plaisirs (série TV), UFOTABLE, Horuo Sotozaki

Les gagnants catégorie Manga
- Daruma du meilleur manga d'action : Chainsaw Man, Tatsuki Fujimoto (Kazé)
- Daruma du meilleur manga de romance : Kaguya-sama - Love is War, Aka Akasaka (Pika)
- Daruma du meilleur manga à suspense : Time Shadows, Tanaka Yasuki (Kana)
- Daruma du meilleur manga tranche de vie : Blue Period, Yamaguchi Tsubasa (Pika)
- Daruma de la meilleure fabrication : Fullmetal Alchemist, Hiromu Arakawa (Kurokawa)
- Daruma du meilleur one shot : Death Note Short Stories, Ohba Tsugumi et Obata Takeshi (Kana)
- Daruma de la French Touch : Jizo, Mr.Tan & Mato (Glénat)
- Daruma du meilleur nouveau manga : Les Carnets de l'Apothicaire, Itsuki Nanao et Nekokurage (Ki-oon)
- Daruma du patrimoine : Slam Dunk, Inoue Takehiko (Kana)
- Daruma du meilleur dessin : Chainsaw Man, Tatsuki Fujimoto (Kazé)
- Daruma du meilleur scénario : Chainsaw Man, Tatsuki Fujimoto (Kazé)

Les gagnants catégorie Anime
- Daruma du meilleur anime d'action: Demon Slayer : Kimetsu no Yaiba, le Film : Le train de l’infini / Le quartier des plaisirs (série TV), Horuo Sotozaki
- Daruma du meilleur anime de romance : Fruits Basket The Final Season, TMS Entertainment, Akitaru Daichi
- Daruma du meilleur anime de suspense : Moriarty the Patriot Saison 1, Production I.G., Kazuya Nomura
- Daruma du meilleur anime de tranche de vie : Komi cherche ses mots, OLM, Ayumu Watanabe & Kazuki Kawagoe
- Daruma du meilleur film : Demon Slayer : Kimetsu no Yaiba, le Film : Le train de l’infini, Haruo Sotozaki
- Daruma de la meilleure bande originale : Demon Slayer : Kimetsu no Yaiba, le Film : Le train de l’infini / Le quartier des plaisirs (série TV), ufotable, Horuo Sotozaki
- Daruma de la meilleure création originale : SK∞ the Infinity, bones, Hiroko Utsumi
- Daruma du meilleur opening : Jujutsu Kaisen, MAPPA, Who-ya Extended - VIVID VICE
- Daruma du meilleur ending : L’Attaque des Titans Saison Finale, MAPPA, Yuko Ando - Shock
- Daruma de la meilleure réalisation : Demon Slayer : Kimetsu no Yaiba, le Film : Le train de l’infini/ Le quartier des plaisirs (série TV), ufotable, Horuo Sotozaki

Source : Japan Expo

### 2023
Daruma d'or
- Daruma du meilleur manga : Chainsaw Man, Tatsuki Fujimoto (Crunchyroll)
- Daruma du meilleur anime : Cyberpunk: Edgerunners, TRIGGER (Netflix)

Les gagnants catégorie Manga
- Daruma du meilleur manga d'action : Sakamoto Days, Yuto Suzuki (Glénat)
- Daruma du meilleur manga de romance : Kowloon Generic Romance, Jun Mayuzuki (Kana)
- Daruma du meilleur manga à suspense : Fool Night, Kasumi Yasuda (Glénat)
- Daruma du meilleur manga de tranche de vie : Look Back, Tatsuki Fujimoto (Crunchyroll)
- Daruma du meilleur one shot : Look Back, Tatsuki Fujimoto (Crunchyroll)
- Daruma de la meilleure fabrication : Veil de Kotteri! (Noeve Grafx)
- Daruma de la French Touch : Space Punch, ZD. (Ankama)
- Daruma du patrimoine : City Hunter, Tsukasa Hojo (Panini)
- Daruma du nouveau manga : Call of the Night, Kotoyama (Kurokawa)
- Daruma du meilleur dessin : Veil de Kotteri! (Noeve Grafx)
- Daruma du meilleur scenario : A Journey beyond Heaven, Masakazu Ishiguro (Pika)

Les gagnants catégorie Anime
- Daruma du meilleur anime d'action : Cyberpunk: Edgerunners, TRIGGER (Netflix)
- Daruma du meilleur anime de romance : Kaguya-sama: Love is War -Ultra Romantic-, A-1 Pictures (Crunchyroll)
- Daruma du meilleur anime à suspens : Time Shadows, OLM (Disney+)
- Daruma du meilleur anime de tranche de vie : Spy × Family, CloverWorks, Wit Studio (Crunchyroll)
- Daruma de la meilleure bande originale : Bocchi the Rock!, CloverWorks (Crunchyroll)
- Daruma du Meilleur Opening : Chainsaw Man - Kick Back, Kenshi Yonezu (Crunchyroll)
- Daruma du Meilleur Ending : L’Attaque des Titans Saison Finale Partie 2 - Akuma no Ko, Higuchi Ai (Crunchyroll)
- Daruma du Meilleur Long-Métrage : Jujutsu Kaisen 0, Sung-hoo Park, MAPPA (Crunchyroll)
- Daruma de la meilleure création originale : Mobile Suit Gundam: The Witch from Mercury, Sunrise (Crunchyroll)
- Daruma de la meilleure réalisation : Cyberpunk: Edgerunners, TRIGGER (Netflix)

### 2024
Les gagnants catégorie Manga
- Daruma du meilleur manga d'action : Gachiakuta de Kei Urana (Pika)
- Daruma du meilleur manga de romance : Blue Box de Kōji Miura (Delcourt-Tonkam)
- Daruma du meilleur manga à suspense : The Summer Hikaru Died de Mokomokuren (Pika)
- Daruma du meilleur Manga tranche de vie : Hirayasumi de Keigo Shinzō (Le Lézard Noir)
- Daruma du meilleur nouveau manga : Hirayasumi de Keigo Shinzō (Le Lézard Noir)
- Daruma de la meilleure Fabrication : Soul Eater de Atsushi Ōkubo (Kurokawa)
- Daruma du meilleur one shot : Adieu Eri de Tatsuki Fujimoto (Crunchyroll)
- Daruma de la French Touch : Ripper de Jeronimo Cejudo (Ankama)
- Daruma du patrimoine : Le Voyage de Shuna de Hayao Miyazaki (Sarbacane)
- Daruma du meilleur dessin : Sakamoto Days de Yuto Suzuki chez (Glénat)
- Daruma du meilleur scénario : Adieu Eri de Tatsuki Fujimoto (Crunchyroll)
- Daruma du meilleur manga : Sakamoto Days de Yuto Suzuki chez (Glénat)

Les gagnants catégorie Anime
- Daruma du meilleur anime d’action : JUJUTSU KAISEN Saison 2 par MAPPA réalisé par Shota Goshozono
- Daruma du meilleur Anime de Romance : My Happy Marriage par Kinema Citrus et réalisé par Takehiro Kubota
- Daruma du meilleur Anime à Suspense : Les Carnets de l’apothicaire par TOHO animation STUDIO & OLM et réalisé par Norihiro Naganuma
- Daruma du meilleur anime tranche de vie : Frieren par MADHOUSE et réalisé par Keiichirō Saitō
- Daruma du meilleur Long-métrage : The First Slam Dunk par Toei Animation et réalisé par Takehiko Inoue
- Daruma de la meilleure bande originale : Suzume par CoMix Wave Films Inc. & STORY inc. par Kazuma Jinnouchi et RADWIMPS
- Daruma du meilleur opening : Idol de YOASOBI dans Oshi no Ko
- Daruma du meilleur ending : Anytime Anywhere de milet dans Frieren
- Daruma du meilleur anime : Frieren par MADHOUSE et réalisé par Keiichirō Saitō